# سمورچه گوش‌دراز

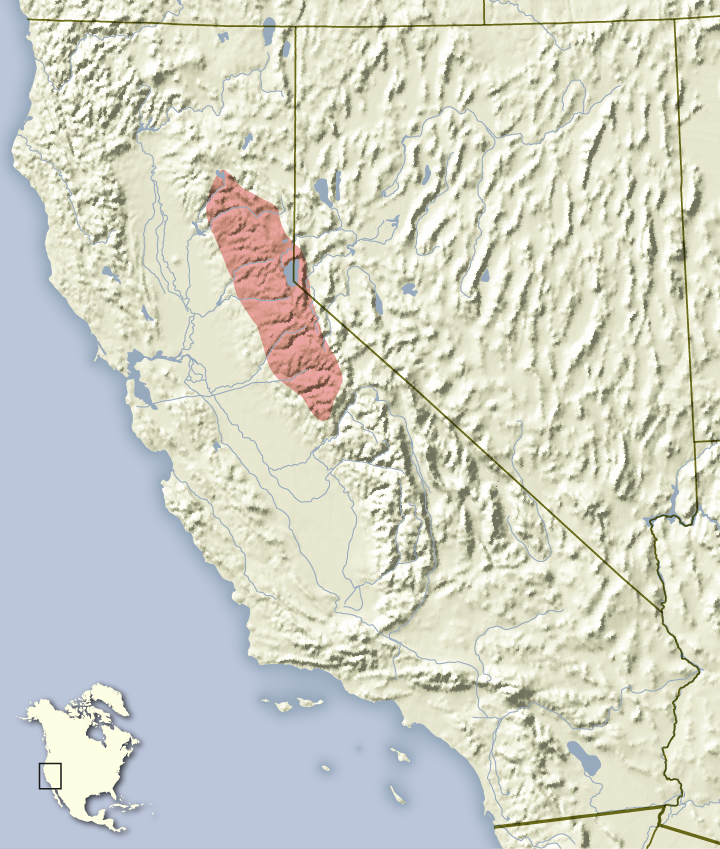

سمورچه گوش‌دراز (نام علمی: Tamias quadrimaculatus) نام یک گونه از سرده سمورچه است.